# Peace Otodoke!!
Singles par Ami Suzuki
O.K. Funky God
(2007) Sore mo Kitto Shiawase
(2007)
Peace Otodoke!!♡ (Peaceお届け!!♡) est un single sorti en 2007, attribué à Ami Suzuki joins THC!! (鈴木亜美 joins THC!!), collaboration ponctuelle entre la chanteuse Ami Suzuki et le groupe de rock japonais THC!!.

## Présentation
Le single sort le 7 mars 2007 sous le label Avex Trax, produit par Max Matsuura, coécrit par la chanteuse, THC!!, et CMJK du groupe Denki Groove (en). Il atteint la 46e place du classement de l'Oricon, et reste classé pendant 2 semaines, pour un total de 3 614 exemplaires vendus durant cette période ; c'est l'une des plus faibles ventes d'un disque avec la chanteuse. Il ne sort pas également au format « CD+DVD » habituel. 
C'est le deuxième d'une série de cinq singles collaboratifs de la chanteuse avec divers artistes. Les trois premiers sortent à une semaine d'intervalle, produits à 13 000 exemplaires, avec une pochette similaire ne représentant pas les artistes, et leurs chansons-titres figureront sur l'album de Ami Suzuki Connetta qui sort une semaine après le dernier d'entre eux. Les deux autres singles sortiront plus tard dans l'année.
La chanson-titre du single Peace Otodoke!! a été utilisée comme thème musical de l'émission télévisée 25th All Japan High School Quiz Championship de NTV. Le single contient aussi une autre version de la chanson-titre remixée par KAI de THC!!, et la deuxième partie d'une histoire racontée par Ami Suzuki et l'acteur Hiroyuki Onoue, suite du single précédent et à suivre sur le suivant.

## Liste des titres
Toutes les paroles sont écrites par Ami Suzuki & THC!!, toute la musique est composée par THC!! & CMJK, sauf titre N°3 (narration).
| 1. | Peace Otodoke!!♡ (Peaceお届け!!♡)                                                                                          | 4:19 |
| 2. | Peace Otodoke!!♡ ~Natsu no Shounan Campaign Set ver.~ (Peaceお届け!!♡ ～夏の湘南キャンペーンセットver.～) (Remixé par KAI) | 4:30 |
| 3. | Narration Drama「join」#2: The Days Before (texte écrit par Kazuya Shiraishi, lu par Ami Suzuki et Hiroyuki Onoue)         | 6:16 |